# War (Virginia Occidental)
War es una ciudad ubicada en el condado de McDowell, Virginia Occidental, Estados Unidos. Según el censo de 2020, tiene una población de 623 habitantes.

## Geografía
La ciudad está ubicada en las coordenadas 37°18′36″N 81°40′35″O / 37.31000, -81.67639 (37.309985, -81.676251). Según la Oficina del Censo de los Estados Unidos, War tiene una superficie total de 2.39 km², de la cual 2.31 km² son tierra y 0.08 km² son agua.

## Demografía
Según el censo de 2020, hay 623 personas residiendo en War. La densidad de población es de 269.70 hab./km². El 93.1% de los habitantes son blancos, el 5.0% son afroamericanos y el 1.9% son de una mezcla de razas. No hay hispanos o latinos viviendo en la ciudad.